# Ruggero Raimondi
Ruggero Raimondi (Bolonia, 3 de octubre de 1941) es un bajo italiano, cantante de ópera y ocasional actor en cine y televisión.

## Aprendizaje y carrera
Ruggero Raimondi nació en Bolonia, Italia. Su voz maduró muy pronto, y a los 15 años hizo una audición para el director sinfónico Francesco Molinari-Pradelli, quien lo animó a seguir una carrera operística. 
Comenzó sus estudios vocales con Ettore Campogalliani, y a los 16 años fue aceptado como estudiante en el conservatorio Giuseppe Verdi de Milán. Continuó más tarde sus estudios en Roma, bajo la guía de Teresa Pediconi y Antonio Piervenanzi.
Tras ganar el Concurso Nacional para jóvenes cantantes de ópera en Spoleto, debutó en esa misma ciudad con el rol de Colline en La Bohème en el Festival dei Due Mondi. Como consecuencia de ello, le dieron una oportunidad en el Teatro dell'Opera en Roma cuando fue llamado a sustituir en el papel de Prócida a Nicola Rossi-Lemeni en I vespri siciliani, lo que le valió él aplauso del público y de la crítica. El joven cantante era al principio muy tímido y en palabras de quienes lo conocieron en esos días «taciturno», pero sus primeros directores, particularmente, el director de escena, Piero Faggioni, lo ayudaron, y pronto estuvo preparado como un actor operístico inigualablemente bien dotado.

## Estrella de la ópera, el cine y la televisión
La carrera de Raimondi pronto se extendió a los principales teatros de ópera en Italia (La Fenice en Venecia, el Teatro Regio en Turín, Teatro Comunale en Florencia), y en el extranjero, comenzando por el Festival de Glyndebourne (Don Giovanni en 1969). Su debut en La Scala fue como Timur en Turandot en 1968, su debut en el Met fue como Silva en Ernani en 1970, y su debut en el Covent Garden fue como Fiesco en Simón Boccanegra en 1972. En 1975, hizo su debut en la Ópera de París como Prócida, y en el Festival de Salzburgo se presentó en 1980 como el Rey en Aida.
Es el bajo que más grabaciones ha realizado y uno de los cantantes que más representaciones tiene en su haber. Con más de cuarenta y cinco años de trayectoria sonada, Ruggero Raimondi está considerado el mejor bajo barítono del último cuarto del siglo XX y su voz es legendaria ya. Ha cantado en toda Europa, Israel, Estados Unidos, Perú y Japón.
En 1986, dirigió escénicamente (por primera vez) una producción de Don Giovanni, y decidió combinar su carrera de cantante con la de director en óperas como El barbero de Sevilla de Rossini y Don Carlos de Verdi.

## Grabaciones
Raimondi es el bajo con más grabaciones en la historia del disco y entre sus principales papeles se encuentran: Rey Felipe II en Don Carlos, del que tiene grabaciones con Carlo María Giulini, Abbado y otros; Fiesco y Silva, de G. Verdi; los roles titulares de Borís Godunov y Attila; Escamillo en Carmen (incluyendo la película de Francesco Rosi, 1984, con Plácido Domingo y Julia Migenes); el rol titular en Don Giovanni (también en la película homónima de Joseph Losey, 1978) del que ha llegado a la marca de más de cuatrocientas representaciones, considerado uno de sus mejores intérpretes; Don Basilio en El Barbero de Sevilla de Gioachino Rossini; y Don Alfonso en Così fan tutte de W. A. Mozart; el personaje protagonista de Don Quichotte de Massenet; y Scarpia en Tosca de Giacomo Puccini, del que ha grabado varios discos y vídeos, en uno de estos rodado en Roma en vivo, con Plácido Domingo y Catherine Malfitano, dirigidos por Zubin Mehta. Raimondi presentó para televisión el programa Seis arias en busca de un cantante. Ha interpretado, además, al Falstaff de Verdi, los demonios de Los cuentos de Hoffmann de Jacques Offenbach, al Thomas Becket de Asesinato en la catedral de Ildebrando Pizzetti, y al Don Pascual de la ópera homónima de Donizetti; y participó como don Profondo en la recuperación de la ópera perdida por muchas décadas de Rossini, El viaje a Rheims. En la reciente producción para televisión del Rigoletto de Verdi por Andrea Anderman, dirigida por Zubin Mehta en lo musical y por Marco Bellocchio en la escena (con Plácido Domingo como barítono y Vittorio Grigolo como tenor) en escenarios naturales y horarios de la obra, Raimondi tuvo una actuación especial como el asesino Sparafucile.
Ha actuado en las películas Fratello Sole, sorella Luna de Franco Zeffirelli, La vie est un roman de Alain Resnais, Les couleurs du diable de Alain Jessua, y en la serie francesa de televisión Los sollozos de los ángeles (2008).

## Condecoraciones
Ha sido condecorado con la Legión de honor del Gobierno francés , es también Commandeur en la orden de Arts et Lettres de la República Francesa, Commandeur en la Oden du Merite Culturel de Mónaco,; Grande Uffiziale del Ordine al Merito de la República italiana,Cruz pro Mérito Melitensi de la Orden de Malta;  Es Kammersänger de la Opera de Viena, Académico de Honor de la Accademia de Bolonia, Miembro de Honor de la Asociación Filarmónica de Bilbao y  y ha sido premiado por muchas asociaciones musicales. Existen varios documentales dedicados a difundir su biografía.

## Grabaciones

### Discos
- Boito: Mefistófeles | Deutsche Grammophon | 1988
- Mozart: Las bodas de Fígaro | Decca | 2003
- Puccini: Turandot | Deutsche Grammophon | 1990
- Rossini: Il barbiere di Siviglia | Deutsche Grammophon | 1993
- Rossini: Il Barbiere di Siviglia (w/bonus DVD) DVD | Decca | 2005
- Rossini: Il viaggio a Reims | Deutsche Grammophon | 1990
- Rossini: La Cenerentola| Decca | 2003
- Rossini: L'italiana in Algeri | Deutsche Grammophon | 1989
- Salieri: Axur, rey de Ormuz | Deutsche Grammophon | 1986
- Verdi: Aida | Deutsche Grammophon | 1983
- Verdi: Aida | Deutsche Grammophon | 2005
- Verdi: Attila | Philips | 2005
- Verdi: Don Carlos | Deutsche Grammophon | 1990
- Verdi: Un Ballo in Maschera | Deutsche Grammophon | 1998

### TV
- 2005: Così fan tutte puesta en escena de Patrice Chéreau
- 2001: Il turco in Italia con Cecilia Bartoli en el Teatro de ópera de Zúrich
- 1994: Rapto del serrallo
- 1992: Tosca: In the Settings and at the Times of Tosca, dirigido por Brian Large (con Malfitano y Domingo)
- 1992: Le nozze di Figaro, dirigido por Brian Large
- 1991: José Carreras and Friends: Opera Recital
- 1983: Ernani, dirigido por Kirk Browning (con Milnes y Pavarotti)
- 1982: Réquiem de Verdi
- 1981: Six personnages en quête d'un chanteur por Maurice Bejart
- 1980: Borís Godunov puesta en escena de Joseph Losey en la Ópera de París

## Filmografía
- 2001: Tosca de Benoît Jacquot, con Angela Gheorghiu y Roberto Alagna
- 1997: Les couleurs du diable, de Alain Jessua
- 1989: Borís Godunov de Andrzej Żuławski
- 1984: Carmen de Francesco Rosi, con Plácido Domingo
- 1983: La vida es una novela, de Alain Resnais
- 1982: La truite, de Joseph Losey
- 1979: Don Giovanni, de Joseph Losey, con José van Dam y Kiri Te Kanawa
- 1973: Fratello Sole, sorella Luna, de Franco Zeffirelli.